# David de Haen
David de Haen, né en 1585 à Amsterdam et mort en 1622 à Rome, est un peintre et dessinateur caravagesque hollandais, actif à Rome entre 1615 et 1622.

## Biographie
David naît à Amsterdam et déménage à Rome à un jeune âge, où il reste  jusqu'à la fin de sa vie. Il travaille avec Dirk van Baburen à Rome sur la décoration de la chapelle de la Pietà de l'église San Pietro in Montorio (1617-1620). En 1619 et au printemps 1620, de Haen et van Baburen vivent dans la même maison de la paroisse romaine de Sant'Andrea delle Fratte. Il est un disciple du Caravage et peint des tableaux religieux et historiques.